# Pakabsidia kaganensis
Pakabsidia kaganensis es una especie de coleóptero de la familia Cantharidae.

## Distribución geográfica
Habita en Pakistán.